# Anopheles trinkae
Anopheles trinkae är en tvåvingeart som beskrevs av Faran 1979. Anopheles trinkae ingår i släktet Anopheles och familjen stickmyggor.
Artens utbredningsområde är Ecuador. Inga underarter finns listade i Catalogue of Life.